# ラティ・ケラ
ラティ・ケラ（Lathi khela、ベンガル語: লাঠি খেলা）は、伝統的なベンガルの格闘技である。インドとバングラデシュで実践されている棒術の一種。実践者は「lathial」と呼ばれる。

## 語源
「Lathi」という単語はベンガル語で棒を意味するのに対して、「khela」はスポーツあるいはゲームを意味する。したがって、「lathi khela」は棒のゲームと翻訳される。

## 器具
ラティは通常アナナシタケ製であり、短い間隔で鉄の輪が嵌められていることもある。典型的なラティの長さは2から2.4メートルである。バリ（Bari）と呼ばれる棒はより短く、警棒またはこん棒のように扱われる。過去において、棒は盾と対であった。これは今でも「nori bari」演舞において見ることができる。

## 歴史
棒術は南アジアにおいて古代から歴史があり、この地域の先住民にまで遡る。裕福な農場主や他の地位の高い人々は安全のためと権力の象徴として「lathial」を雇った。決闘は土地やその他の所有物を守ったり奪ったりする手段として行われた。一部の南アジア言語におけることわざに「ラティを巧みに操るものは誰でも牛を守る」というものがある。ザミーンダール（封建領主）は村人たちから強制的に税を徴集するために「lathial」の集団を送った。ラティの訓練はかつてブラタチャリ教育制度に含まれたことがある。
ラティはインドおよびバングラデシュの村々で実践されているものの、都市化によって近年は農村部の格闘技として衰退してきている。1989年まで、毎年全国規模のラティ・ケラ大会がバングラデシュのクシュティアで開催されていた。競技人口と観客の下落のため、この大会は現在3年に1度開かれている。かつてラティの一座が繁栄していた県でさえも、現在はわずかしか残っていない。今日、ラティ・ケラはほとんどの場合、祭りや結婚式で見られる。特定のプージャーの儀式のために西ベンガルでにおいて試合が開催され、北ベンガルではイード期間中に「chamdi」と呼ばれる似たスポーツが行われる。

## 実践
Lathialのグループは大勢の観客の前でBaoi Jhak（集団戦闘）、Nori Bari（棒を使った模擬戦闘）、Fala KhelaおよびDao Khela（鋭利な武器を使った模擬戦闘）、ならびに音楽に合わせたChhuriダンスのような演技を披露する。これらのグループはdao khela（ナイフ術）およびfara khela（剣術）の技を学んでおり、どちらも今日模擬戦闘の形式で保存されている。試合は一般的に1対1であるが、模擬集団戦闘Baoi Jhakも技に含まれる。ラティでは、エネルギーの中心は心臓のチャクラであり、実践者はより直立した姿勢で戦う。

## 現在
ラティ・ケラの人気は徐々に低下している。バングラデシュ全土におけるこの棒術の実践によって、その人気を高め、存続を確かなものにできるだろう。